# Ester Sabino
Ester Cerdeira Sabino (São Paulo, 1960) es una inmunóloga, investigadora y profesora universitaria brasileña. Se dio a conocer gracias por haber secuenciado el genoma del SARS-CoV-2.

## Trayectoria
Se convirtió en profesora de la Facultad de Medicina de la Universidad de São Paulo, e investigadora del Laboratorio de Parasitología Médica. En 1984 se licenció en medicina por la Universidad de São Paulo y en 1994 defendió su doctorado en inmunología.
Sus trabajos de investigación abordan la seguridad transfusional, virus de la inmunodeficiencia humana, enfermedad de Chagas, arbovirus y anemia falciforme. El grupo de investigadores brasileños, del que forma parte Sabino, logró secuenciarlo en cuarenta y ocho horas, lo que a investigadores de otros países les tomaba una media de quince días para obtener el mismo resultado.
El 4 de mayo de 2022, Sabino prestó juramento como miembro titular de la Academia Brasileña de Ciencias - ABC, durante una ceremonia realizada en el Museo del Mañana, en la ciudad de Río de Janeiro. Sabino trabaja en la divulgación científica en Brasil y la promoción de inversiones en producción científica en Brasil.

## Reconocimientos
El 6 de marzo de 2020 fue homenajeada con la creación de su personaje por la producción Mauricio de Sousa por su trabajo en la secuenciación del genoma del nuevo coronavirus. Recibió la Medalla Armando de Salles Oliveira otorgada por la Universidad de São Paulo por liderar la investigación sobre la secuenciación del genoma del nuevo coronavirus en Brasil.
En 2021, la Secretaría de Desarrollo Económico y la Academia de Ciencias del Estado de São Paulo instauró en su honor el Premio Ester Sabino para Mujeres Científicas del Estado de São Paulo para reconocer la contribución de las mujeres al desarrollo científico en Brasil. En su primera edición, la ganadora del galardón fue Maria Helena de Moura Neves.